# Parafia Najświętszego Serca Pana Jezusa w Lubieniu Kujawskim
Parafia Najświętszego Serca Pana Jezusa w Lubieniu Kujawskim – rzymskokatolicka parafia położona w mieście Lubień Kujawski. Administracyjnie należy do diecezji włocławskiej (dekanat chodecki). 
Odpust parafialny odbywa się w uroczystość Najświętszego Serca Pana Jezusa – piątek po Oktawie Bożego Ciała.
Proboszczem parafii od 2015 roku jest ks. Dariusz Sieczkowski, wicedziekan dekanatu chodeckiego.

## Kościoły
- kościół parafialny: Kościół Najświętszego Serca Pana Jezusa w Lubieniu Kujawskim
- kaplica filialna: Kaplica w Kamiennej